# Papirus Oxyrhynchus 39
Papirus Oxyrhynchus 39 oznaczany jako P.Oxy.I 39 – rękopis zawierający relację ze służby wojskowej Vergillusa Capito do prefekta Tryfona napisany w języku greckim. Papirus ten został odkryty przez Bernarda Grenfella i Arthura Hunta w 1897 roku w Oksyrynchos. Rękopis powstał po 24 kwietnia 52 roku n.e. Przechowywany jest w Muzeum Egipskim w Kairze (Cat. Gen. 10001). Tekst został opublikowany przez Grenfella i Hunta w 1898 roku.
Manuskrypt został napisany na papirusie, na pojedynczej karcie. Rozmiary zachowanego fragmentu wynoszą 29,7 na 18,5 cm.